# Aeshna mixta
Aeshna mixta е вид водно конче от семейство Aeshnidae. Видът е незастрашен от изчезване.

## Разпространение и местообитание
Разпространен е в Австрия, Албания, Алжир, Беларус, Белгия, Босна и Херцеговина, България, Великобритания, Германия, Гърция (Егейски острови и Крит), Дания, Джърси, Египет, Естония, Израел, Индия (Джаму и Кашмир), Ирак, Ирландия, Испания, Италия (Сардиния и Сицилия), Китай, Латвия, Ливан, Литва, Люксембург, Малта, Ман, Мароко, Мианмар, Молдова, Монголия, Нидерландия, Норвегия, Пакистан, Полша, Португалия, Северна Македония, Румъния, Русия, Сирия, Словакия, Словения, Сърбия (Косово), Тунис, Турция, Украйна (Крим), Унгария, Финландия, Франция (Корсика), Хърватия, Черна гора, Чехия, Швейцария, Швеция и Япония.
Среща се на надморска височина от -3,2 до 48,3 m.

## Описание
Популацията на вида е нарастваща.